# Jenni Screen
Jennifer Ellen Screen, (nascuda el 26 de febrer de 1982 a Newcastle, Austràlia) és una jugadora de bàsquet australiana. Ha aconseguit 3 medalles en competicions internacionals amb Austràlia.